# Adolfo Llanos y Alcaraz
Adolfo Llanos y Alcaraz (Cartagena, 23 de febrero de 1841 – ¿? después de 1904) fue un militar, periodista, dramaturgo y escritor humorístico español.

## Biografía
A los quince años publicó sus primeros versos en las páginas de El Trono y la Nobleza de Madrid; en 1857 ingresó como cadete de infantería en el regimiento de Bailén. En 1864 era teniente del regimiento de Saboya y se entretenía cultivando las letras y el diseño; participó en la guerra de África como alférez y poco después se retiró del servicio activo para consagrarse por entero a las letras. Desde 1863 a 1873 fue redactor de los periódicos madrileños El Reino, El Mosquito, La Farsa, El Noticiero de España y El Correo Militar y dirigió en 1869 ¡A la una! ¡A las dos!.

### En México
En 1873 viajó a México con el deseo de permanecer sólo un año y en agosto de ese mismo año publicó poemas y artículos en los mexicanos El Siglo Diez y Nuevo, El Correo del Comercio y El Búcaro. Publicó el ensayo La mujer en el siglo diez y nueve. Hojas de un libro, cuya tercera edición fue impresa en México por el autor en 1876. El seis de octubre de 1873, con el dinero suministrado por el español Telesforo García, fundó el bisemanal La Colonia Española (1873-1879), periódico influyente que le dio mucha notoriedad y fortuna defendiendo la política española, las tradiciones españolas en México y el papel económico de los españoles en este país, intereses expresos ya en su título, lo que ofendió el patriotismo de algunos fanáticos que pidieron su deportación infructuosamente hasta que la consiguieron. Fue nombrado secretario y director de la Beneficencia Española. También organizó numerosos concursos poéticos para premiar las mejores composiciones que honraran la Independencia alabando también el papel de España compuestas por un mexicano. Fue amigo del poeta Manuel Gutiérrez Nájera y del ensayista Ignacio Manuel Altamirano, entre otros. Señaló a los mexicanos los cuantiosos defectos y miserias que padecía el gobierno de su país que ellos no eran capaces de ver o señalar. Escribió asimismo artículos en ese mismo tono en El Noticiero de México y en los capítulos del libro No vayáis a América. Por cuestiones del mismo tipo retó a duelo en 1876 a Ignacio de Noriega  y Noriega. Una campaña contra Servando Canales, político antiespañolista, en Tamaulipas, hizo sumamente incómoda su permanencia en México y terminó por ser expulsado.

### Regreso a España
Entonces Llanos marchó a Nueva York, donde fundó La Raza Latina (1879) y al poco volvió a España y en Madrid fue también, al par que periodista, escritor costumbrista, libretista de zarzuelas (Playeras y El figón de las desdichas, ambas con Ruperto Chapí, y la ópera Cristóbal Colón), y, como humorista, creó la Biblioteca Extravagante, en la que publicó varios volúmenes de humor decimonónico: anécdotas, chistes, historietas, agudezas y chascarrillos de alcoba. También dejó varios libros de poesía y viajó por diversas repúblicas americanas, dejando libros de viajes. Colaboró en La Ilustración Católica, La Ilustración Española, La Niñez y el Diario Oficial de Avisos. Su Romancero de Jaime el Conquistador fue premiado con medalla de oro en público certamen por la Real Academia Española, de la que era miembro correspondiente en Murcia, e impresa a sus expensas. 
Como autor de teatro cultivó en especial el sainete, la zarcuela y la ópera, y dejó un volumen de Obras dramáticas... (México, Impr. de "La Colonia española" 1876), y otros tres volúmenes posteriores, según noticia de Manuel Gómez García, así como otros tres de Obras cómicas.

## Obras
- La mujer en el siglo diez y nueve. Hojas de un libro, originales de Alfoldo Llanos y Alcaraz, precedidas de un prólogo por D. Manuel Cañete. Madrid: Librería De San Martín, 1864; 2.ª ed. Madrid: Ed. A. de San Martín y A. Jubera, 1876.
- Hojas secas: Poesías, 1876.
- Poemas de la barbarie. Apéndice de un libro. Costumbres bárbaras del mundo civilizado. Madrid: Biblioteca económica de instrucción y recreo, 1870.
- Siete años en África», aventuras del renegado Sousa en Marruecos, Argelia, el Sáhara, Nubia y Abisinia, 1870.
- No vengais á América. Libro dedicado a los pueblos europeos, México: Imprenta de "La Colonia Española", 1876.
- Pedreria Falsa. Colección De Guijarros Literarios México: Imprenta De "la Colonia Espanola" de Adolfo Llanos, 1876.
- Recuerdos. Colección de Poesías. Prólogo de Ignacio Manuel Altamirano. México, "La Colonia Española", 1876.
- Tiempo perdido: Colección de artículos políticos, críticos y de polémica, 1876 .
- Plegarias a la Virgen María. México, La Colonia Española, 1878
- ¡¡Chiss!! Compendio de Artes Liberales, para inteligencia de los neófitos en materias artísticas; Para Vosotras: Lecciones, máximas y consejos que no deben leer los hombres; Enaguas y Pantalones. (No vale señalar) Madrid: Librería de Fernando Fe, 1884.
- Romancero de don Jaime el Conquistador, Madrid: Imprenta y fundición de M. Tello, 1889.
- El Gigante Americano: descripciones de los Estados Unidos de la América del Norte
- Melilla, historia de la campaña de África en 1893-94: relación exacta y minuciosa de los hechos de cada uno de los cuerpos del ejército expedicionario y de la guarnición de Melilla...Madrid: [s.n.], 1894.
- La guerra contra los Estados Unidos, 1897.
- Lengua viperina, en salsa, para recreo de maldicientes Madrid: Librería de Fernando Fé, 1884.
- Obras dramáticas... (México, Impr. de "La Colonia española" 1876)
- Playeras, zarzuela en un acto y en verso, Madrid, M. P. Montoya, 1886 (con música de Ruperto Chapí)
- Cristóbal Colón: opera en 3 actos. Madrid: Zozaya, [¿1893?]
- Don Carlos de Borbón y el partido carlista México: Impr. de "La Colonia Española", 1876.
- El porvenir de España en América: folleto dedicado al Gobierno español México: Impr. de "La Colonia española", 1878.
- Los tres refranes: aventuras de un asturiano México: Impr. de Ignacio Escalante, 1874-1875.
- El suicidio de España. Detalles, episodios y juicios críticos de la guerra hispano-americana en 1898, por varios testigos presenciales. Barcelona, R. Molinas, 1899.
- Tauromaquia femenina arte de lidiar a los hombres, para uso de las mujeres diestras y siniestras Mairena del Aljarafe, Sevilla Extramuros [2008]
- Elementos de gramática parda, para uso de los hombres. Madrid, Librería de F. Fe, 1884.